# Орлов, Сергей Алексеевич
Сергей Алексеевич Орлов (1906 −1961) — советский партийный деятель, один из организаторов партизанского движения в Ленинградской области во время войны.
Член ВКП(б) с 1928 года.
С августа 1937 года первый секретарь Порховского райкома партии (Ленинградская область).
В июле 1941 года назначен комиссаром 2-й партизанской бригады. Воинское звание — батальонный комиссар, полковой комиссар.
Организовал 6 партизанских отрядов. Под его руководством партизаны уничтожили 375 фашистов, в том числе 1 генерала, 2 полковников и 2 подполковников, большое количество техники.
В июне 1943 года направлен на учебу в Высшую школу парторганизаторов ЦК ВКП(б).
В 1945—1947 второй секретарь Калужского обкома партии.
С октября 1947 года представитель Совета по делам колхозов при Правительстве СССР от Псковской, с января 1950 года — от Великолукской области.
В октябре 1953 года избран первым секретарем Нелидовского горкома ВКП(б).
С июля 1957 года заведующий отделом Великолукского обкома партии.
С 1958 года — на пенсии по состоянию здоровья. Умер после тяжёлой болезни.
Избирался депутатом Верховного Совета РСФСР второго созыва.
Награждён орденом Ленина (1942), орденами Отечественной войны 1 и 2 степеней.